# Henry Browne Blackwell
Henry Browne (o Brown) Blackwell (Bristol, 4 maggio 1825 – Dorchester, 7 settembre 1909) è stato un attivista statunitense, noto per il suo impegno in favore dei diritti delle donne, a cui si dedicò assieme alla moglie Lucy Stone e alla figlia Alice Stone Blackwell. Fu tra i fondatori del Partito Repubblicano degli Stati Uniti.